# حمام راحت‌آباد
حمام راحت آباد مربوط به دوره صفوی - دوره قاجار است و در شهرستان شمیرانات، بخش لواسانات، روستای راحت آباد واقع شده و این اثر در تاریخ ۱ مهر ۱۳۸۲ با شمارهٔ ثبت ۱۰۳۸۵ به‌عنوان یکی از آثار ملی ایران به ثبت رسیده است.
متاسفانه چندسالی است که این حمام ریزش کرده و به حال خودش رها شده و قابلیت بازدید از آن وجود ندارد.